# Ferula rechingeri
Ferula rechingeri là một loài thực vật có hoa trong họ Hoa tán. Loài này được D.F.Chamb. mô tả khoa học đầu tiên năm 1987.